# アナトリ・ピサレンコ
アナトリ・ピサレンコ（Anatoly Grigor'evich Pisarenko (ウクライナ語: Анатолій Григорович Писаренко, ロシア語: Анатолий Григорьевич Писаренко) 1958年1月10日- ）は、ソビエト連邦のキエフ出身の重量挙げ選手。
数々の世界記録を樹立したが、カナダのモントリオールで行われる大会に出場しようとした際、税関で大量のアナボリックステロイドを発見され、販売目的による不法所持の疑いで逮捕され、同僚のアレクサンドル・クルロビッチ、ナショナルチームのトレーナーとともに、1985年1月12日ナショナルチームから追放処分を受け、スポーツマスターの称号も剥奪された。

## 主な成績
- 世界選手権優勝 (1981-1983).
- ヨーロッパ選手権優勝 (1981-1984).
- 世界記録更新13回

### 世界記録
| 年   | 種目                   | 結果     | 階級             | 開催地               |
| ---- | ---------------------- | -------- | ---------------- | -------------------- |
| 1981 | スナッチ               | 201.5 kg | スーパーヘビー級 | ポドリスク           |
| 1981 | トータル (2)           | 447.5 kg | スーパーヘビー級 | ポドリスク           |
| 1982 | スナッチ               | 202.5 kg | スーパーヘビー級 | ドニプロペトロフスク |
| 1982 | クリーンアンドジャーク | 258.0 kg | スーパーヘビー級 | フルンゼ             |
| 1982 | クリーンアンドジャーク | 258.5 kg | スーパーヘビー級 | ドニプロペトロフスク |
| 1982 | トータル (2)           | 450.0 kg | スーパーヘビー級 | フルンゼ             |
| 1982 | トータル (2)           | 455.0 kg | スーパーヘビー級 | フルンゼ             |
| 1982 | トータル (2)           | 457.5 kg | スナッチ         | ドニプロペトロフスク |
| 1983 | スナッチ               | 203.0 kg | スーパーヘビー級 | オデッサ             |
| 1983 | スナッチ               | 205.0 kg | スーパーヘビー級 | モスクワ             |
| 1983 | スナッチ               | 206.0 kg | スーパーヘビー級 | モスクワ             |
| 1983 | クリーンアンドジャーク | 260.5 kg | スーパーヘビー級 | アレンタウン         |
| 1984 | クリーンアンドジャーク | 265.0 kg | スーパーヘビー級 | ヴァルナ             |

### 自己ベスト
- スナッチ: 206.0 kg 1983（モスクワ）
- クリーンアンドジャーク: 265.0 kg 1984（ヴァルナ）
- トータル: 465.0 kg 1984（ヴァルナ） in the class over 110 kg.[2]